# Töröbaj Kułatow
Töröbaj Kułatowicz Kułatow (ros. Турабай Кулатович Кулатов, ur. 10 stycznia 1908 we wsi Kyzyłbułak w obwodzie semirieczeńskim, zm. 1984 we Frunze (obecnie Biszkek)) – radziecki i kirgiski polityk, przewodniczący Rady Komisarzy Ludowych Kirgiskiej SRR w latach 1938-1945, przewodniczący Prezydium Rady Najwyższej Kirgiskiej SRR w latach 1945-1978. Bohater Republiki Kirgiskiej.
Urodzony w biednej rodzinie chłopskiej, początkowo był robotnikiem rolnym, od 1926 pracował na kolei, w 1932 wstąpił do WKP(b), od 1934 pracownik kopalni, gdzie był prezesem "rudo-komitetu", w 1938 zastępca przewodniczącego komitetu wykonawczego w Kyzyłkyi. Od 20 lipca 1938 do 14 listopada 1945 przewodniczący Rady Komisarzy Ludowych Kirgiskiej SRR, następnie aż do 25 sierpnia 1978 był przewodniczącym Prezydium Rady Najwyższej Kirgiskiej SRR i jednocześnie zastępcą przewodniczącego Prezydium Rady Najwyższej ZSRR. Po zdaniu stanowiska przeszedł na emeryturę. 1939-1981 członek Centralnej Komisji Rewizyjnej KPZR, deputowany do Rady Najwyższej ZSRR od 1 do 8 kadencji.

## Odznaczenia
- Bohater Republiki Kirgiskiej
- Order Lenina (pięciokrotnie)
- Order Rewolucji Październikowej

I 2 inne ordery oraz wiele medali.